# Classe Talwar
La classe Talwar è costituita da tre fregate lanciamissili che costituiscono una versione migliorata delle fregate sovietiche del tipo Krivak III. Sono state costruite in Russia negli anni novanta e vendute all'India dove sono entrate in servizio tra il 2003 e il 2004. L'India ha ordinato tre ulteriori unità armate con missile BrahMos.

## Unità
Le unità entrate in servizio sono sei.
La fregata Tabar impiegata nella lotta contro la pirateria nel Corno d'Africa ha affondato a novembre 2008 in Oceano Indiano una imbarcazione di pirati somali.